# توماس سكوت (سياسي)
توماس سكوت (بالإنجليزية: Thomas Scott) هو محامي وقاضي وسياسي أمريكي، ولد في 1739 في مقاطعة تشيستر في الولايات المتحدة، وتوفي في 2 مارس 1796. انتخب عضو مجلس نواب بنسيلفانيا وانتخب عضو مجلس النواب الأمريكي.